# Lista chorążych reprezentacji Tunezji na igrzyskach olimpijskich
Lista chorążych reprezentacji Tunezji na igrzyskach olimpijskich – lista zawodników reprezentacji Tunezji, którzy podczas ceremonii otwarcia nowożytnych igrzysk olimpijskich nieśli flagę Tunezji.

## Chronologiczna lista chorążych
| Lp. | Rok i miejsce     | Chorąży            | Dyscyplina     |
| --- | ----------------- | ------------------ | -------------- |
| 1   | 1960, Rzym        | b.d.               |                |
| 2   | 1964, Tokio       | b.d.               |                |
| 3   | 1968, Meksyk      | b.d.               |                |
| 4   | 1972, Monachium   | Salem Boughattas   |                |
| 5   | 1976, Montreal    | b.d.               |                |
| 6   | 1984, Los Angeles | Fethi Baccouche    | Lekkoatletyka  |
| 7   | 1988, Seul        | b.d.               |                |
| 8   | 1992, Barcelona   | b.d.               |                |
| 9   | 1996, Atlanta     | Skander Hachicha   | Judo           |
| 10  | 2000, Sydney      | Omrane Ayari       | Zapasy         |
| 11  | 2004, Ateny       | Noureddine Hfaiedh | Piłka siatkowa |
| 12  | 2008, Pekin       | Anis Chedli        | Judo           |
| 13  | 2012, Londyn      | Heykel Megannem    | Piłka ręczna   |
| 14  | 2016, Rio         | Oussama Mellouli   | pływanie       |
| 15  | 2020, Tokio       | Inès Boubakri      | Szermierka     |
| 15  | 2020, Tokio       | Mehdi Ben Cheikh   | Piłka siatkowa |